# Episodi di The Gifted (serie televisiva 2017) (seconda stagione)
La seconda e ultima stagione della serie televisiva The Gifted, composta da 16 episodi, è trasmessa in prima visione negli Stati Uniti dal canale Fox dal 25 settembre 2018 al 26 febbraio 2019.
In Italia la stagione è trasmessa in prima visione sul canale satellitare Fox dal 15 ottobre 2018 al 14 marzo 2019.
| nº | Titolo originale  | Titolo italiano          | Prima TV USA      | Prima TV Italia  |
| -- | ----------------- | ------------------------ | ----------------- | ---------------- |
| 1  | eMergence         | Emergenza                | 25 settembre 2018 | 15 ottobre 2018  |
| 2  | unMored           | Alla deriva              | 2 ottobre 2018    | 22 ottobre 2018  |
| 3  | coMplications     | Imprevisti               | 9 ottobre 2018    | 29 ottobre 2018  |
| 4  | outMatched        | Sopraffatti              | 16 ottobre 2018   | 5 novembre 2018  |
| 5  | afterMath         | Conseguenze              | 30 ottobre 2018   | 12 novembre 2018 |
| 6  | iMprint           | Impronta                 | 6 novembre 2018   | 19 novembre 2018 |
| 7  | no Mercy          | Nessuna pietà            | 13 novembre 2018  | 26 novembre 2018 |
| 8  | the dreaM         | Il sogno                 | 27 novembre 2018  | 17 gennaio 2019  |
| 9  | gaMe changer      | Punto di svolta          | 4 dicembre 2018   | 24 gennaio 2019  |
| 10 | eneMy of My eneMy | Il nemico del mio nemico | 1 gennaio 2019    | 31 gennaio 2019  |
| 11 | meMento           | Ricorda                  | 8 gennaio 2019    | 7 febbraio 2019  |
| 12 | hoMe              | Casa                     | 15 gennaio 2019   | 14 febbraio 2019 |
| 13 | teMpted           | Tentazione               | 22 gennaio 2019   | 21 febbraio 2019 |
| 14 | calaMity          | Catastrofe               | 12 febbraio 2019  | 28 febbraio 2019 |
| 15 | Monsters          | Mostri                   | 19 febbraio 2019  | 7 marzo 2019     |
| 16 | oMens             | Presagi                  | 26 febbraio 2019  | 14 marzo 2019    |

## Emergenza
- Titolo originale: eMergence
- Diretto da: Robert Duncan McNaill
- Scritto da: Matt Nix

### Trama
Dopo aver reclutato i mutanti Lorna Dane e Andy Strucker per l'Hellfire Club, Reeva Payge organizza un colpo di stato e prende il controllo del Club, fondando l'Inner Circle. Sei mesi dopo, a Washington DC, acquistano una grande fabbrica di munizioni per sgomberarla in modo che Lorna abbia un posto dove partorire in sicurezza. Intanto i membri dei ribelli rimasti lavorano per salvare i mutanti in via di estinzione dall'agenzia governativa Sentinel Services. Marcos, futuro padre del bimbo che aspetta Lorna, e la madre di Andy, Caitlin, cercano di ottenere informazioni su Lorna dall'hacker mutante Wire, ma vengono a conoscenza solo delle vaste risorse e del potere dell'Inner Circle. Il marito di Caitlin, Reed, e la figlia Lauren, sono pronti a smettere di cercare Andy, inoltre Reed è anche preoccupato perché le sue abilità mutanti latenti si stanno manifestando. Quando Lorna entra in travaglio, i suoi poteri causano disturbi elettrici in tutta la città e il gruppo tenta senza successo di seguirli per arrivare a lei. Lorna intanto non riesce a partorire a causa di un blocco mentale, per questo le gemelle Frost le danno una visione del futuro che desidera per suo figlio, consentendole di dare alla luce la piccola Dawn.

## Alla deriva
- Titolo originale: unMored
- Diretto da: Steven DePaul
- Scritto da: Rashad Raisani

### Trama
Tre anni fa, Evangeline Whedon recluta John Proudstar per guidare la stazione di Atlanta della resistenza. Nel presente viene da lui contattata per aiuto contro i membri dell'Inner Circle, ma si rifiuta di affrontarli. Fornisce però a John la posizione di un mutante, Erg, che potrebbe saperne di più su di loro e su come affrontarli. Caitlin e Reed continuano a discutere di Andy mentre Lauren rivela a suo padre di avere un trauma per aver ucciso quindici persone ad Atlanta. Nel frattempo Jace Turner cerca di trovare un nuovo lavoro, ma è ancora ossessionato dai mutanti. Fin quando non si rende conto di star rovinando la sua vita e quella della moglie, decidendo quindi di lasciar perdere tutto. Andy e Lauren fanno dei sogni in comune, che interferiscono con l'addestramento di Andy, insospettendo Reeva Payge. Mentre Reeva e le gemelle Frost uccidono tutti gli umani coinvolti nella nascita di Dawn, Reeva considera l'ipotesi di uccidere Andy per aver cercato di contattare la sua famiglia. Quando si accorge della sua onestà decide però di motivarlo a completare il suo addestramento. Lorna scopre che la piccola Dawn è molto malata, mentre Marcos cercava di contattarla.

## Imprevisti
- Titolo originale: coMplication
- Diretto da: Michael Goi
- Scritto da: Michael Horowitz

### Trama
Sei anni fa, il padre di Marcos rifiuta suo figlio perché è un mutante. Nel presente, Marcos viene rapito dalle Frost per curare l'itterizia della piccola Dawn. Quando Lauren e Reed fanno un viaggio per rifornimenti vari, i poteri di Reed si manifestano, sciogliendo il volante e facendoli schiantare. Jace li intravede e, nonostante ciò che ha detto alla moglie, controlla la scena, realizzando che non sono morti come credono le autorità. La polizia si rifiuta di ascoltare, sapendo del suo licenziamento dalle SS. Marcos è in grado di curare sua figlia. Supera brevemente la telepatia delle Frost per cercare di combattere per la sua famiglia, ma viene sconfitto da Reeva che lo manda via dal loro Club. John e Clarice intanto cercano il gruppo di Erg, i Morlock, nelle fogne. Erg dice a Clarice che loro vivono laggiù lontano da tutti gli altri. Le offre informazioni solo se Clarice accetta di essere la sua spia in superficie. Reed confessa i suoi poteri a Caitlin. Clarice scopre che le gemelle Frost stavano indagando sul Dipartimento della Salute. Marcos torna alla resistenza, giurando vendetta, mentre Reeva si prepara per la fase successiva dei suoi piani.

## Sopraffatti
- Titolo originale: outMatched
- Diretto da: Deran Sarafian
- Scritto da: Marta Genè Camps

### Trama
16 anni fa, Caitlin si rifiuta di interrompere la gravidanza di Andy nonostante ciò rappresenti un rischio di morire elevato per entrambi. Nel presente, i membri della resistenza cercano di nuovo l'aiuto di un hacker e scoprono che le gemelle Frost hanno ucciso Wire. Rapiscono allora suo fratello Graph, che si rifiuta di aiutarli finché Caitlin non sfrutta la sua dipendenza da Kick. Graph scopre che l'Inner Circle sta attaccando un vecchio ospedale psichiatrico dove Lorna era stata tenuta anni prima. Lauren, Marcos, John e Clarice vanno a fermarli. Quando Sage blocca l'hacking di Graph, Caitlin gli dà altro Kick per spronarlo a fare meglio, ma ciò lo porta ad un'overdose quasi fatale. Nella struttura, John e Clarice affrontano Lorna, che libera gli altri pazienti per poter scappare. Marcos e Lauren intercettano Andy, che però respinge sua sorella e li fa saltare in aria, mettendola al tappeto. I suoi genitori sono devastati e i poteri di Reed si manifestano di nuovo in modo molto violento. Intanto i membri dell'Inner Circle riescono a fuggire, portando con loro un misterioso paziente dell'ospedale. In televisione, il personale dell'ospedale confessa di aver trattato in modo disumano i propri pazienti mutanti e l'attacco viene visto come un punto di unione per i loro diritti. La moglie di Jace lo lascia perché lui si rifiuta di voltare pagina sui mutanti. Viene poi avvicinato dai Purificatori, un gruppo estremamente razzista e aggressivo nei confronti dei mutanti. Si unisce a loro dopo aver visto la notizia dell'incidente in ospedale. 

## Conseguenze
- Titolo originale: afterMath
- Diretto da: Scott Peters
- Scritto da: Melissa R. Byer & Treena Hancock

### Trama
12 anni fa, Jace è un poliziotto alle prime armi e non ama che il suo partner attacchi un mutante, ma alla fine lo accetta senza troppi problemi. Nel presente, lui suggerisce ai Purificatori di conquistare il pubblico cacciando i mutanti dell'ospedale psichiatrico. Qui, nascosti da loro, Caitlin e John curano quelli feriti dal precedente scontro, compresa Lauren, che è sconvolta per Andy. Quando i Purificatori attaccano l'ospedale, i membri dei rifugiati sono costretti a lasciare morire un mutante per nascondersi. Rubando alcuni fascicoli, Jace escogita un altro piano. Nel frattempo, l'Inner Circle prepara la loro nuova mutante Rebecca/Twist per il suo ruolo nei loro piani, ma lei non parla con loro. Andy la porta fuori per il suo primo assaggio di libertà dopo anni, scoprendo che era la paziente più pericolosa della clinica e quindi non le permettevano mai di uscire. Lei mostra ad Andy il suo potere di capovolgere le cose e distruggono insieme un'auto della polizia, baciandosi al loro ritorno. Clarice porta gli altri pazienti fuggiti dall'ospedale a nascondersi con i Morlock. Erg li prende a condizione che marchino le loro guance con un marchio "M", cosa che infastidisce Marcos. Erg incoraggia anche Clarice, ovvero "Blink", a non nascondere chi è, come fa con gli altri membri della resistenza.

## Impronta
- Titolo originale: iMprint
- Diretto da: Michael Goi
- Scritto da: Dawn Kamoche & Ariella Blejer

### Trama
Jace scopre la posizione della base dei rifugiati a Baltimora. Manda i Purificatori a bombardare una chiesa poco distante così da attirare lì i mutanti e poter attaccare la loro base. Reed, Clarice, Marcos e John vanno ad aiutare, riunendosi con diversi mutanti di Atlanta, tra cui Shatter e Pedro. I Purificatori attaccano, consegnando Pedro ai SS. Jace uccide Shatter nell'attacco. Reed scioglie un muro per permettere ai mutanti di scappare, ma poi non riesce più a far smettere il suo potere. Intanto Lauren e Caitlin seguono un ex medico dell'ospedale psichiatrico per sapere qualche informazione in più sulle intenzioni dell'Inner Circle. Scoprono che Rebecca ha usato i suoi poteri per uccidere la sua famiglia rivoltando i loro corpi al contrario. Lorna si innervosisce perché Reeva le nasconde i loro piani, così Esme le mostra la banca che hanno intenzione di attaccare, che ha una tecnologia di rilevamento dei mutanti. Lorna sembra piacere a Esme, ma la attacca quando si rende conto che è entrata nella mente della piccola Dawn. Esme si scusa, rivelando che lei e le sue sorelle erano cinque cloni creati come armi. Hanno ucciso chi le comandava quando avevano 13 anni, ma le altre due sorelle, Celeste e Mindee, sono state uccise. Esme dunque giura di proteggere Lorna e Dawn, non volendo che alla bambina venga fatto ciò che hanno fatto a lei. Quindi Lorna decide di rimanere con l'Inner Circle.

## Nessuna pietà
- Titolo originale: no Mercy
- Diretto da: Nina Lopez-Corrado
- Scritto da: Brad Marques

### Trama
Otto anni fa, Reeva voleva che la sua comunità mutante locale lavorasse con gli umani, ma la sua amica mutante viene uccisa proprio davanti a lei da razzisti umani. Nel presente, frequenta un impiegato di banca. Lei è veramente interessata a lui, anche se lo sta usando come parte del piano. L'Inner Circle attacca la banca, promettendo che nessuno si farà male se collaborano. Mentre prosciugano i loro fondi, le gemelle Frost costringono gli impiegati a confessare pubblicamente di perseguitare i mutanti e li obbligano a prendere qualcosa dal loro caveau. Mentre se ne vanno, Rebecca, volendo punire gli umani, uccide tutti gli impiegati senza alcun motivo e in modo molto compiaciuto, terrorizzando persino Reeva. Il gruppo della resistenza trasferisce Reed in una clinica abbandonata, dove Caitlin lo convince ad andare a trovare la vecchia assistente di suo padre, Madeline. Marcos e John affrontano Clarice perché scoprono che è la spia in superficie di Erg, cosa che lei ammette, facendo inoltre ragionare i due sul fatto che i Morlock almeno hanno un piano per aiutare i mutanti, mentre il loro gruppo è un disastro, per ora senza alcuna visione e prospettiva. Jace incontra il giornalista televisivo Benedict Ryan, che gli chiede di smascherare le bugie dei Sentinel Services. Inizialmente rifiuta, ma si convince dopo aver sentito parlare dell'incidente in banca.

## Il sogno
- Titolo originale: the dreaM
- Diretto da: Robert Duncan McNeill
- Scritto da: Carly Soteras

### Trama
I flashback mostrano Lorna quand'era un'adolescente ribelle che viveva con la zia che non le voleva rivelare nulla del padre biologico, di cui aveva solo un medaglione. Rebecca lascia l'Inner Circle mentre il gruppo scappa dalla banca. L'azione della ragazza ha complicato il rapporto tra umani e mutanti, infatti ora sono ormai continui gli attacchi anti-mutanti, per questo Lorna teme per la sicurezza di Dawn. Esme le suggerisce di portarla in una scuola per mutanti in Svizzera, dove potrà crescere e vivere in tranquillità. Lorna porta sua figlia da uno sconvolto Marcos, permettendogli di dirle addio. Ma in realtà la porta dalla zia, rendendosi conto che il suo vero padre ha fatto lo stesso con lei per tenerla al sicuro. Lorna trasforma il medaglione in un casco che decide di indossare, in modo molto fedele a quello del suo vero padre. In seguito John e Clarice cercano di rintracciare l'Inner Circle fuggito dalla banca, riescono a trovare Rebecca che dice loro che il gruppo stava indagando sulla società tecnologica Regimen. Rebecca viene poi catturata da Fade. Gli Strucker intanto incontrano Madeline, che è in grado di stabilizzare temporaneamente i poteri di Reed, e dice loro di voler studiare Lauren per creare una cura definitiva per il padre. Il suo assistente Noah, che grazie alla dottoressa è riuscito a prendere il controllo dei suoi poteri di vibrazione, convince Lauren che seguendo i suoi aiuti potrebbe avere una vita normale. Tuttavia, rimane inorridita nello scoprire che Madeline in realtà vuole curare tutti i mutanti, così da far scomparire il Gene X. Scopre inoltre che suo fratello Matthew ha fondato i Purificatori.

## Punto di svolta
- Titolo originale: gaMe changer
- Diretto da: Allison Liddi-Brown
- Scritto da: Melinda Hsu Taylor

### Trama
Un anno fa, i genitori di Rebecca la consegnano ai Sentinel Services. Nel presente, Andy non è d'accordo con Reeva sul fatto che lei decide di imprigionare Rebecca, proprio come avevano già fatto gli umani. Per questo decide di liberarla e scappare con lei, ma lei rifiuta, dato che ha intenzione di uccidere l'intero Inner Circle. Andy la uccide accidentalmente nel tentativo di sventare il suo attacco. John, Marcos e Clarice rapiscono un'analista che lavora al Regimen. Clarice lascia John dopo che la sua ossessione di fermare l'Inner Circle provoca una caccia all'uomo per tutti i mutanti nella zona. L'analista rivela che Regimen controlla ogni collare inibitore dei mutanti in ogni prigione degli USA. Mentre approfondiscono la questione però Fade arriva e uccide l'analista su ordine di Reeva, ma viene catturato da John e Marcos. I Purificatori li trovano, quindi John rimane indietro per consentire a Marcos e Fade di scappare, così facendo però viene catturato da Jace. Lauren convince i suoi genitori a distruggere la ricerca di Madeline, mentre Madeline stessa rivela che il DNA di Lauren ha due ceppi del Gene X, di cui uno è utile se integrato a quello del fratello. Lei e Noah fermano gli Strucker, ma dopo che la dottoressa dice che i mutanti non sarebbero dovuti nascere e che sono solo una maledizione, Noah si rivolta contro di lei e distrugge la sua ricerca, permettendo anche agli Strucker di scappare. Lorna e Andy intanto distruggono i server del Regimen, liberando ogni mutante incarcerato nel paese.

## Il nemico del mio nemico
- Titolo originale: eneMy of My eneMy
- Diretto da: Gregory Prange
- Scritto da: Michael Horowitz

### Trama
Tre anni fa, Marcos, Lorna e John si promettono di esserci l'uno per l'altro nel momento del bisogno. Nel presente, mentre Jace interroga John in un complesso dei Purificatori, gli Strucker, Marcos e Clarice chiedono con riluttanza a Lorna l'aiuto dell'Inner Circle per salvarlo. Lorna e Andy trovano il complesso dov'è tenuto e si uniscono temporaneamente agli altri per aiutarli. I genitori di Andy sono felici di vederlo e di raccontargli dei poteri di Reed e delle recenti novità, anche se Lauren non si fida di lui. Jace crede che il vecchio gruppo sia dietro la rivolta dei mutanti, ma cambia idea quando John lo convince del fatto che Andy e Lorna li hanno abbandonati e che in realtà i recenti episodi sono causati dall'Inner Circle. Intanto però il gruppo arriva e Jace si ricrede su quanto dettogli da John quando vede Lorna e Marcos attaccare insieme il complesso. Credendo che John abbia mentito, si infuria e gli spara con un fucile da caccia più volte, fino quasi ad ucciderlo. Jace fugge prima che Clarice, Andy e Lauren arrivino per salvare John. Mentre escono dal complesso Andy decide, senza alcun rimorso, di torturare un Purificatore che ha cercato di sparare a Lauren, disgustando la sua famiglia quando aggiunge anche che meritano di essere tutti uccisi. Caitlin riflette sul fatto che l'unico modo per riavere suo figlio è quello di distruggere l'Inner Circle. Lorna bacia Marcos per salutarlo, ma afferma che quel bacio non cambia nulla tra di loro. Clarice ribadisce il suo amore per il ferito John. I fratelli Strucker si allenano, separatamente, per aumentare i loro poteri.

## Ricorda
- Titolo originale: meMento
- Diretto da: Maggie Kiley
- Scritto da: Jim Garvey

### Trama
Nel 1985, dopo la morte della sorella, Andreas von Strucker fa modificare il carillon che poi nel futuro Madeline ha dato a Reed, lasciando qualcosa al suo interno. Nel presente, Reeva raduna nuove reclute per l'Inner Circle, ma il loro passato violento fa capire a Lorna che deve essere fermata. Lauren studia la storia dei von Strucker, sogna la morte di Andrea e migliora il suo potere riuscendo a trasformare le sue barriere in dischi taglienti. Caitlin approva i suoi miglioramenti vedendoli come un mezzo per abbattere l'Inner Circle, anche se Reed è arrabbiato quando Lauren rischia di esser scoperta da alcuni poliziotti chiamati dal loro padrone di casa. Lauren in seguito lo intimorisce con i suoi poteri. Inoltre nel carillon trova dei campioni di capelli originali dei gemelli Fenris. Benedict Ryan invia i Purificatori a invadere un rifugio per giovani che si dice ospiti dei mutanti. Qui Jace dovrà poi coprire il suo partner che ha ucciso un adolescente mutante a sangue freddo. Per questo è visto come un eroe dai media, ma non riesce a dire la verità alla sua ex moglie. Marcos e Clarice cercano Erg per provare ad avere una soffiata sull'Inner Circle. Lorna per provare a fermare l'Inner Circle chiede aiuto ai suoi ex amici, in particolare a Marcos. I due si riuniscono come coppia. Evangeline chiama John per radunare il vecchio gruppo. Indagando sulla soffiata fornita da Erg, Lorna e Marcos vedono Reeva incontrare Benedict Ryan.

## Casa
- Titolo originale: hoMe
- Diretto da: Dawn Wilkinson
- Scritto da: Marta Gené Camps

### Trama
14 anni fa, Clarice e la sorella adottiva Lilly scappano dal loro padre adottivo violento, ma Lilly torna indietro per salvare gli altri bambini e viene da lui uccisa. Nel presente, Evangeline arriva e rivela che Lorna sarà la loro spia nell'Inner Circle. Costringe Erg a recarsi all'incontro con gli altri membri della resistenza sparsi negli USA. Erg rivela a John, Clarice e Marcos che lui e Evangeline hanno fondato e guidato insieme il gruppo all'inizio, finché un'alleata umana non li ha traditi, costringendolo ad andarsene, per poi formare i Morlock. Le reclute dell'Inner Circle vengono inviate in missione per uccidere Evangeline e gli altri leader della resistenza. Nonostante l'avvertimento di Lorna, John e gli altri arrivano troppo tardi per salvarli. Mentre John è determinato a continuare a combattere, Clarice in lacrime se ne va per unirsi ai Morlock. Caitlin e Lauren contattano il fratello di Caitlin, Danny, per avere informazioni governative sui Purificatori, Benedict Ryan e Reeva. Lui può solo dire loro che il governo è compromesso e invischiato nella questione, prima che arrivino i membri delle SS costringendo Lauren e Caitlin a scappare. Le gemelle Frost scoprono il legame mentale tra Andy e Lauren e lo convincono a tentare di convincere Lauren a unirsi a loro, dicendogli che ciò salverà la sua famiglia. In realtà vogliono solo aumentare la forza del gruppo dell'Inner Circle aggiungendo Lauren, che è molto potente. 

## Tentazione
- Titolo originale: teMpted
- Diretto da: Jonathan Frakes
- Scritto da: Melissa R. Byer & Treena Hancock

### Trama
Sei anni fa, Erg si innamora di una donna umana, ma lei viene catturata dalle SS e tradisce Evangeline e il loro gruppo. Erg dunque giura di non fidarsi mai più di un essere umano. Nel presente, una Morlock di nome Glow viene colpita durante una corsa di rifornimento. Data la somiglianza dei suoi poteri con quelli di Marcos, Clarice porta lui e Caitlin nelle fogne per salvarle la vita. Erg non si fida di Caitlin, ma accompagna lei e Clarice a prendere le scorte mediche. I Purificatori li attaccano, ma i tre reagiscono e scappano. Salvano Glow e dunque Erg onora Caitlin. Le gemelle Frost usano Andy per arrivare a Lauren nei suoi sogni, e la convincono a raggiungerli. John e Reed però la rintracciano. Reed confessa di sentire anche lui il fascino del potere, ereditato dalla loro famiglia, e la convince a ritornare indietro e a prendere il siero per sopprimere i suoi poteri, interrompendo la sua connessione con Andy. Nel frattempo, Lorna scopre che le nuove reclute dell'Inner Circle stanno prendendo di mira gli edifici governativi. Dunque manda Marcos all'inseguimento della recluta Max, ma viene da lui colpito a morte, riuscendo a fuggire prima che l'auto di Max esploda.

## Catastrofe
- Titolo originale: calaMity
- Diretto da: Stephen Surjik
- Scritto da: Jason Lazarcheck

### Trama
Quattro anni fa, Benedict Ryan era un semplice conduttore radiofonico fallito, ma grazie ad accordi vari con Reeva diventa famoso e guida i Purificatori. Nel presente, Reeva gli fa inviare i Purificatori guidati da Jace ad attaccare i Morlock nelle fogne. Sebbene i Morlock riescano inizialmente ad uccidere alcuni Purificatori, Jace guida bene la sua squadra, uccidendo molti combattenti dei Morlock. Clarice chiede aiuto ai suoi ex compagni per evacuare le fogne. Lauren e Reed decidono di non prendere il siero, così da poter affrontare i Purificatori coi loro poteri. La polizia si avvicina per catturare i Morlock evacuati, ma Caitlin si fa strada in modo aggressivo attraverso un blocco della polizia per farli scappare. Clarice decide di rimanere indietro nelle fogne per far uscire tutti gli altri. Mentre salva una bambina mutante con Erg, Clarice viene colpita da Jace e John la vede morire attraverso il suo portale. In seguito Jace è scioccato nello scoprire che non hanno attaccato solo dei combattenti mutanti, ma anche dei bambini. Quando l'Inner Circle scopre che Max è morto, Reeva blocca il loro quartier generale per trovare la spia. Poiché Lorna stava usando la password di Sage per spiare Max, Sage viene incolpato della sua morte. Essendo il cervello di Sage immune al loro controllo, le gemelle Frost non riescono a stabilire la sua colpevolezza o innocenza e Reeva, convinta che Sage sia la spia, la uccide, devastando moralmente Lorna.

## Mostri
- Titolo originale: Monsters
- Diretto da: Scott Peters
- Scritto da: Carly Soteras

### Trama
Due mesi fa, Clarice non credeva di meritare di essere felice a causa del suo passato; John le dice che tutti meritano la redenzione, persino Lorna e Andy. Nel presente, John la vede cadere in un portale dopo che Jace l'ha sparata e spera disperatamente che sia ancora viva. Mentre Jace riflette su ciò che ha fatto alla comunità dei Morlock, il suo partner Ted trova Reed. Nello scontro i poteri di Reed si attivano, uccidendo Ted. Caitlin e Lauren si nascondono dai Purificatori in un edificio abbandonato mentre aspettano che i poteri di quest'ultima ritornino. Reed e Marcos le salvano, sfruttando ancora i poteri di Reed. Reeva intanto prepara il suo piano: lei e Andy attaccheranno il quartier generale dei Sentinel Services attraverso le fogne, che lei ha liberato dai Morlock sfruttando i Purificatori. Lorna interromperà le comunicazioni, le gemelle Frost imporranno telepaticamente l'idea di una patria mutante come soluzione, mentre il resto dell'Inner Circle distruggerà gli edifici governativi. Lorna racconta la verità ad Andy: gli dice dei rapporti e dei vari accordi tra Reeva e Benedict, gli dice dell'attacco ai Morlock per ripulire le fogne. Gli dice inoltre che intendono sconfiggere tutti i gruppi mutanti che vorrebbero una pacifica convivenza con gli umani. Andy non crede di poter tornare dai suoi familiari e al vecchio gruppo, convinto che sia considerato un mostro da loro. Reed, empatizzando con Andy, confessa di aver ucciso Ted solo per rabbia. Intanto Benedict dice a Jace che deve prepararsi per un altro attacco verso i mutanti. Alla fine Andy e Lorna si riuniscono al gruppo della resistenza mentre John sente la voce di Clarice. Dopo aver appreso che Andy e Lorna hanno disertato, Reeva dichiara che devono essere uccisi.

## Presagi
- Titolo originale: oMens
- Diretto da: Robert Duncan McNeill
- Scritto da: Matt Nix